# Université Midland
L'université Midland (en anglais : Midland University) est une université américaine située à Fremont dans le Nebraska.

## Source
- (en) Cet article est partiellement ou en totalité issu de l’article de Wikipédia en anglais intitulé « Midland University » (voir la liste des auteurs).